# Helikopterolyckan vid Kaskasapakte
Helikopterolyckan vid Kaskasapakte inträffade tidigt på morgonen den 11 augusti 2000, då en Eurocopter AS332M1 Super Puma (Helikopter 10) med anropssignal "Helge 94" ur Norrlands helikopterskvadron (1. hkpskv) havererade under en räddningsinsats vid fjället Kaskasapakte i Tarfalamassivet, cirka 70 kilometer väster om Kiruna. Alla tre ur besättningen omkom.

## Räddningsinsatsen som föranledde olyckan

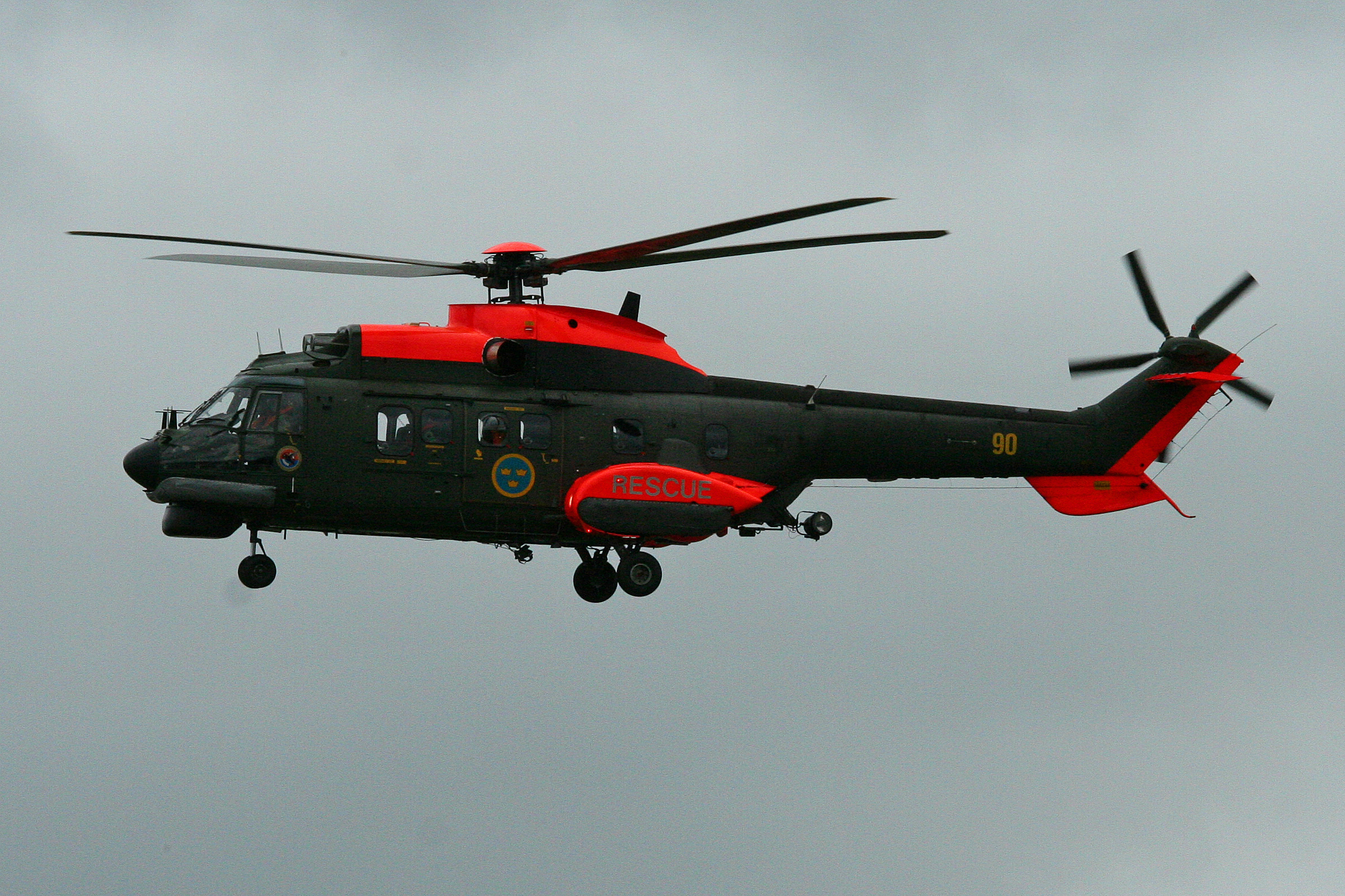
Helikopter 10

Den 9 augusti inleddes efterforskning av två män som anmälts saknade i samband med bestigning av fjället Kaskasapakte i Tarfalamassivet. Männen hade lämnat Svenska Turistföreningens fjällstuga vid Tarfala på morgonen den 8 augusti för att bestiga fjället via sydvästkammen. På kvällen den 9 augusti hade temperaturen sjunkit och det började blåsa och regna hårt. Då männen inte återvänt under kvällen kontaktades fjällräddningen som tillsammans med en privatperson tillhörande en klätterkurs arrangerad av Svenska Klätterförbundet begav sig upp för ostkammen. Hårt väder satte dock stopp och gruppen tvingades övernatta i en bivacksäck för att tidigt på morgonen den 10 augusti åter vända ner mot stugan vid Tarfala.
På förmiddagen den 10 augusti ankom en räddningshelikopter av typen Eurocopter AS332 Super Puma (Flygvapnets beteckning: Helikopter 10) tillhörande 1. hkpskv vid F21 i Luleå med personal från Fjällräddningens alpina grupp i Kiruna. Efter omlastning satte man från helikoptern av två replag på fjällets nordväst- och sydvästkammar. På grund av isbildning och dåligt väder så tvingades dock bägge replagen vända tillbaka ner mot Tarfala vetenskapliga station, där polisen upprättat insatsledning.
Vid lunchtid den 10 augusti lyckades man etablera kontakt med en av de nödställda männen via en mycket dålig mobilförbindelse, och efter ett antal försök så kunde deras position på bergskammen bekräftas. En grupp från fjällräddningen flögs under eftermiddagen till insteget av sydvästkammen och på 1 900 meters höjd hittades de två männen, som var vid gott mod men mycket medtagna. De hade under natten övernattat i bivacksäck. På grund av lågt liggande molntäcke var det inte möjligt att lyfta ut de nödställda med helikopter, och efter ett misslyckat försök att fira ner männen med rep så togs beslut att så fort vädret tillät genomföra ett försök att vinscha ut dem. 

## Helikopterhaveriet
Försvarsmaktens SAR-kompani på Kallax/Luleå flygplats hade under morgonen den 10 augusti mottagit larm från ARCC om att en räddningsinsats var i färd med att inledas i Tarfalamassivet. Den besättning som befann sig i ordinarie beredskap hade begränsad fjällflygerfarenhet, och en mer rutinerad kapten kallades därför in som besättningschef. Ordinarie besättningschef deltog i egenskap som andreförare. I besättningen ingick också en navigatör/operatör, en färdmekaniker samt en värnpliktig ytbärgare.
Helikoptern startade klockan 10:00 från Kallax och flög till Kiruna, där man tankade och tog ombord alpina fjällräddare. Under dagen genomförde man två flygningar i insatsområdet där alpinister från fjällräddningen vinschades ner på olika platser, innan helikoptern flögs till Nikkaloukta för att tanka. Vid 23:30 landade man åter på Tarfala vetenskapliga station, och besättningen ställde sig i beredskap för att genomföra en vinschoperation så fort vädret lättat.
Vid midnatt började det klarna upp och vinden mojnade, och klockan 01:00 bedömde besättningschefen att det var möjligt att genomföra räddningsinsatsen. Man beslöt att navigatören och ytbärgaren skulle stanna kvar på marken. Klockan 01:30 startade helikoptern och dess anflygning kunde observeras från de nödställdas position och från basstationen. Helikopterns sågs under stigning inflyga utmed Kaskasapaktes sydsida rakt mot de nödställdas position med tänd sökstrålkastare. Cirka 01:36 såg flera personer från den alpina fjällräddningsgrupp som befann sig hos de två nödställda helikoptern komma nära klippväggen, och cirka 25 meter från de nödställdas position sågs huvudrotorn ta i bergsväggen, varvid ett kraftigt gnistregn uppstod. Helikoptern vred sig omedelbart åt vänster, dök kraftigt och slog i klippväggen ett tiotal meter ner, varefter den studsade ytterligare ned ett femtiotal meter och exploderade. Kraftig brand uppstod och motordelar från helikoptern nådde klippavsatsen där de nödställda befann sig. De tre ombordvarande omkom omedelbart.

## Efterföljande räddningsinsats

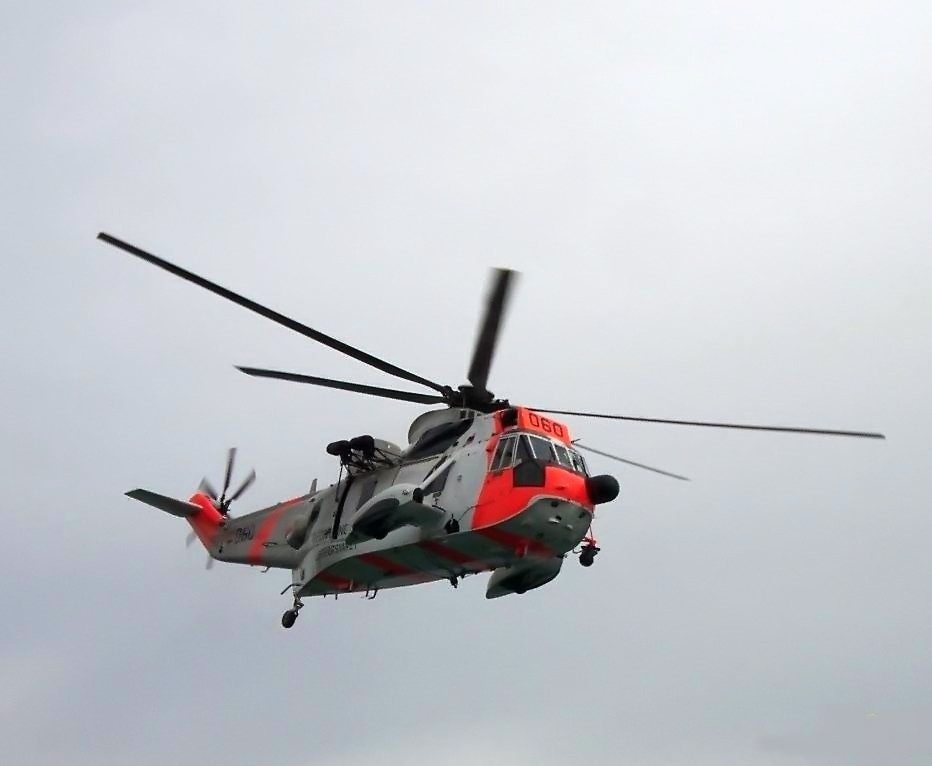
Sea King tillhörande det norska flygvapnet.

Larm om haveriet skedde genom polisinsatschefen vid Tarfalastationen klockan 01:45. En civil helikopter som befann sig i Nikkaloukta anlände cirka 90 minuter efter olyckan. Man tog ombord operatören och ytbärgaren, men eftersom helikoptern saknade vinschmöjligheter kunde man efter anflygning endast observera olycksplatsen och man såg då inga livstecken. 
Via ARCC larmades klockan 02:22 en norsk räddningshelikopter av typen Sea King från 330. skvadron i Bodø, som klockan 03:36 startade mot platsen. När det ljusnat något tog sig en av alpinisterna från kammen ned till olycksområdet för att söka efter överlevande, men han fann inga livstecken på platsen. De bägge nödställda och den alpina fjällräddningsgruppen vinschades upp i omgångar till den anländande norska räddningshelikoptern och hade klockan 07:40 förts ner till Tarfalastationen. Senare under fredagen den 11 augusti kunde en avlösande alpin räddningsgrupp från Östersund ta sig fram till olycksplatsen, där man konstaterade att de tre ombordvarande omkommit och att helikoptern sönderdelats kraftigt vid kollisionen med fjällsidan.
Vrakdelar bärgades under hösten år 2000, men arbetet fick avbrytas på grund av snöfall i början på september. Först i juli 2001 var området så pass snöfritt att resten av vrakdelarna kunde bärgas.

## Orsaken till olyckan
Statens haverikommission kunde i den efterföljande haverirapporten inte fastställa någon direkt orsak till olyckan. Något tekniskt fel har inte kunnat påvisats och inte heller något sjukdomstillstånd hos besättningen som kan ha medverkat. Det rådde svåra visuella förhållanden på platsen, och motljus från gryningshimlen i kombination med omväxlande ljusa snösträngar och mörka bergformationer bedöms ha påverkat besättningens mörkerseende och försvårat avståndsbedömningen. Utredningen fastslog också att besättningen kan ha upplevt en viss tidspress för att hinna utnyttja vädersituationen till fullo. Mot denna bakgrund var valet av flygväg, utan att ha genomfört en första rekognoserande överflygning, en indirekt orsak till den inträffade olyckan.